# Autorité monétaire palestinienne
L'autorité monétaire palestinienne (en arabe : سلطة النقد الفلسطينية) est la banque centrale de l'État de Palestine.
La banque supervise les 13 banques palestiniennes et étrangères opérant en Cisjordanie et dans la bande de Gaza. Elle n'est pas responsable de l'émission de la monnaie palestinienne.

## Histoire
L'autorité monétaire palestienne voit le jour en 1994 à la suite d'un accord conclu entre la Palestine et le gouvernement israélien dans le cadre des accords d'Oslo..
L'autorité monétaire palestinienne est réputée pour son système de registres de crédit, considéré comme l'un des plus efficaces du Moyen-Orient,
Cette banque centrale doit faire face à une attaque monétaire de la part des Israéliens, inondant le pays de shekel. 
Face à ce problème, elle travaille sur la création et la mise en circulation d'une monnaie numérique palestinienne.

## Gouverneurs de la banque
| Rang | Nom            | Mandat                          |
| ---- | -------------- | ------------------------------- |
| 1er  | Fouad Bseiso   | (décembre 1994 - novembre 2001) |
| 2e   | Amin Haddad    | (décembre 2001 - février 2005)  |
| 3e   | George al-Abed | (février 2005 - novembre 2007)  |
| 4e   | Jihad al-Wazir | (janvier 2008 - novembre 2015)  |
| 5e   | Azzam Shawwa   | (]novembre 2015 - janvier 2021) |
| 6e   | Feras Milhem   | (janvier 2021 - janvier 2025)   |
| 7e   | Yahya Shunnar  | (janvier 2025 - )               |